# Passerelle mobile

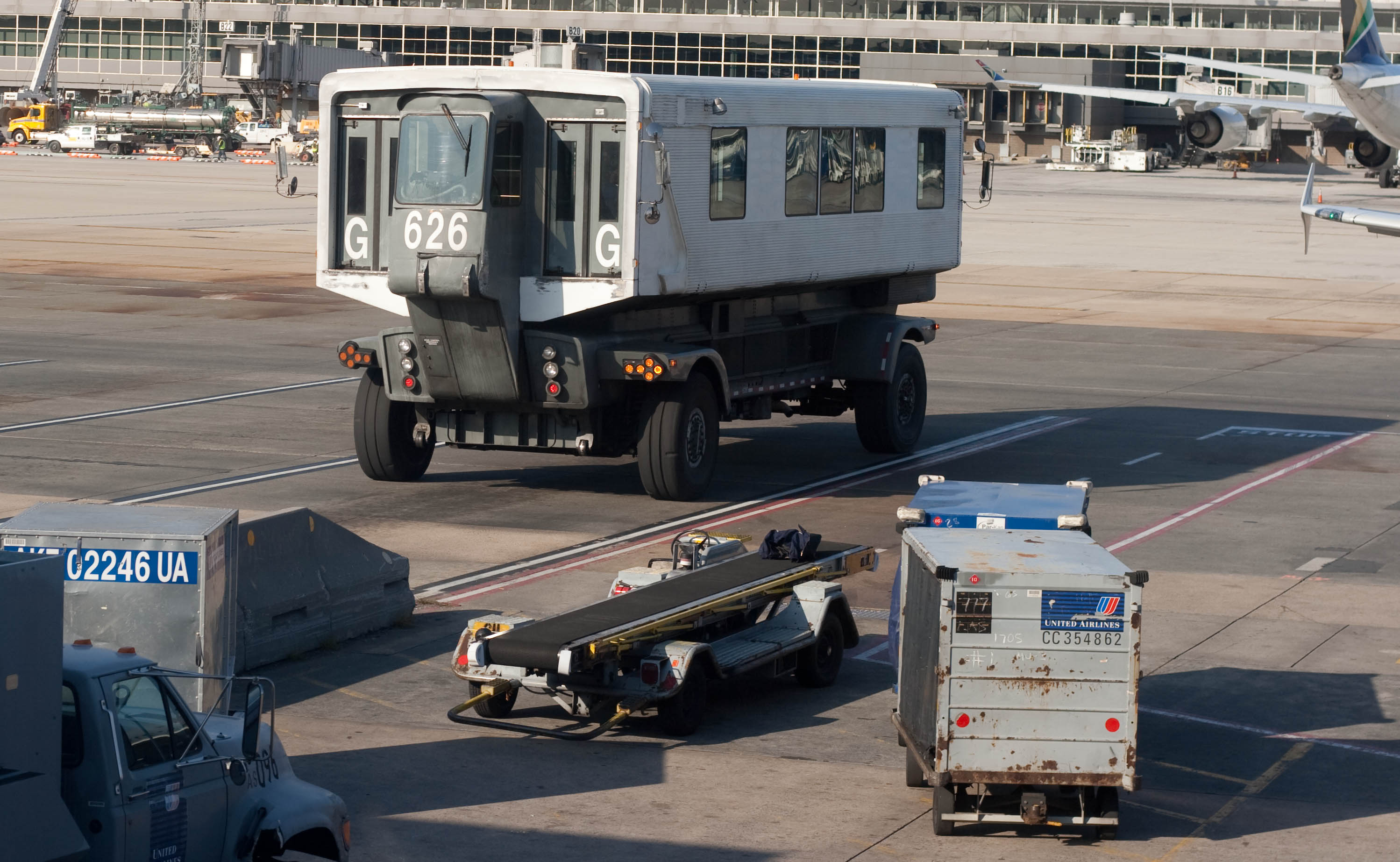
Passerelle mobile à l'aéroport de Washington-Dulles

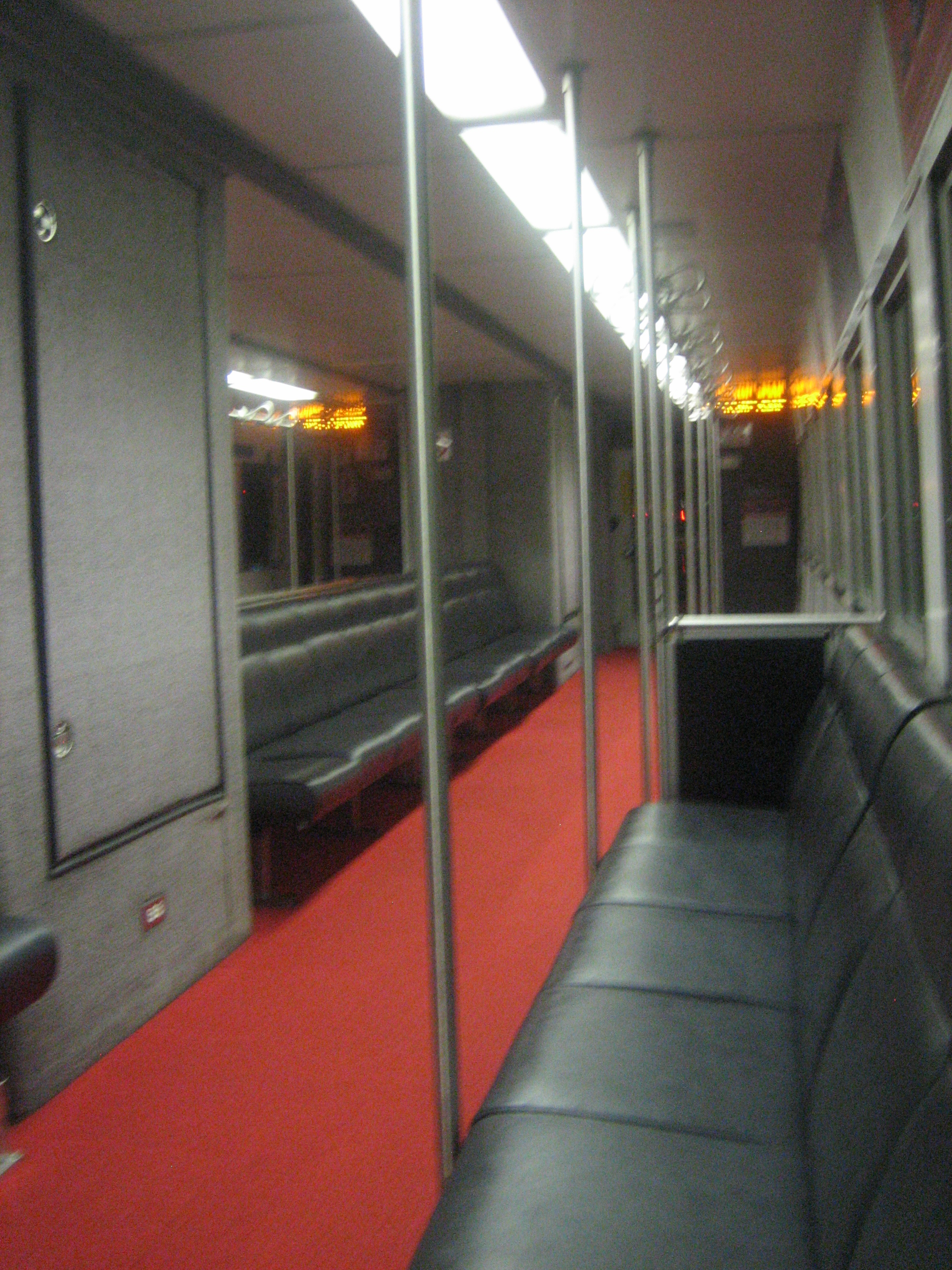
Intérieur d'une passerelle mobile à Dulles

Une passerelle mobile ou salle mobile (en anglais Mobile lounge) est un véhicule de type autobus circulant dans l'enceinte d'un aéroport. Il remplace la passerelle aéroportuaire entre les avions et l'aérogare, et permet de placer l'aire de stationnement des avions à une plus grande distance de l'aérogare.
Le véhicule est monté sur vérins afin de se présenter à niveau de plancher des différents types d'avions de ligne. Certains modèles comprennent à la place des vérins un système de vis, dont la partie supérieure de celles-ci est contenue dans deux structures situées sur le toit et rappelant une nageoire d'orque.

## Utilisation
Des passerelles mobiles sont (ou ont été) en service dans les aéroports de :
- Paris-Charles-de-Gaulle ( France) ;
- Mexico-Benito Juárez ( Mexique) ;
- Montréal-Mirabel ( Canada) ;
- Montréal-Trudeau ( Canada) ;
- Washington-Dulles ( États-Unis).

La NASA a aussi eu recours à de tels engins sur la base d'Edwards.

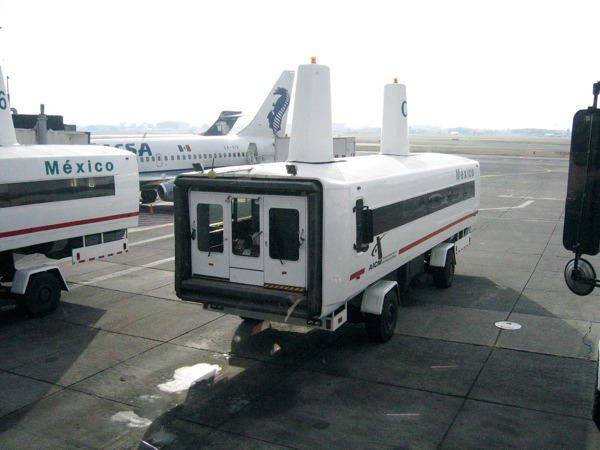
Passerelles mobiles à l'aéroport de Mexico

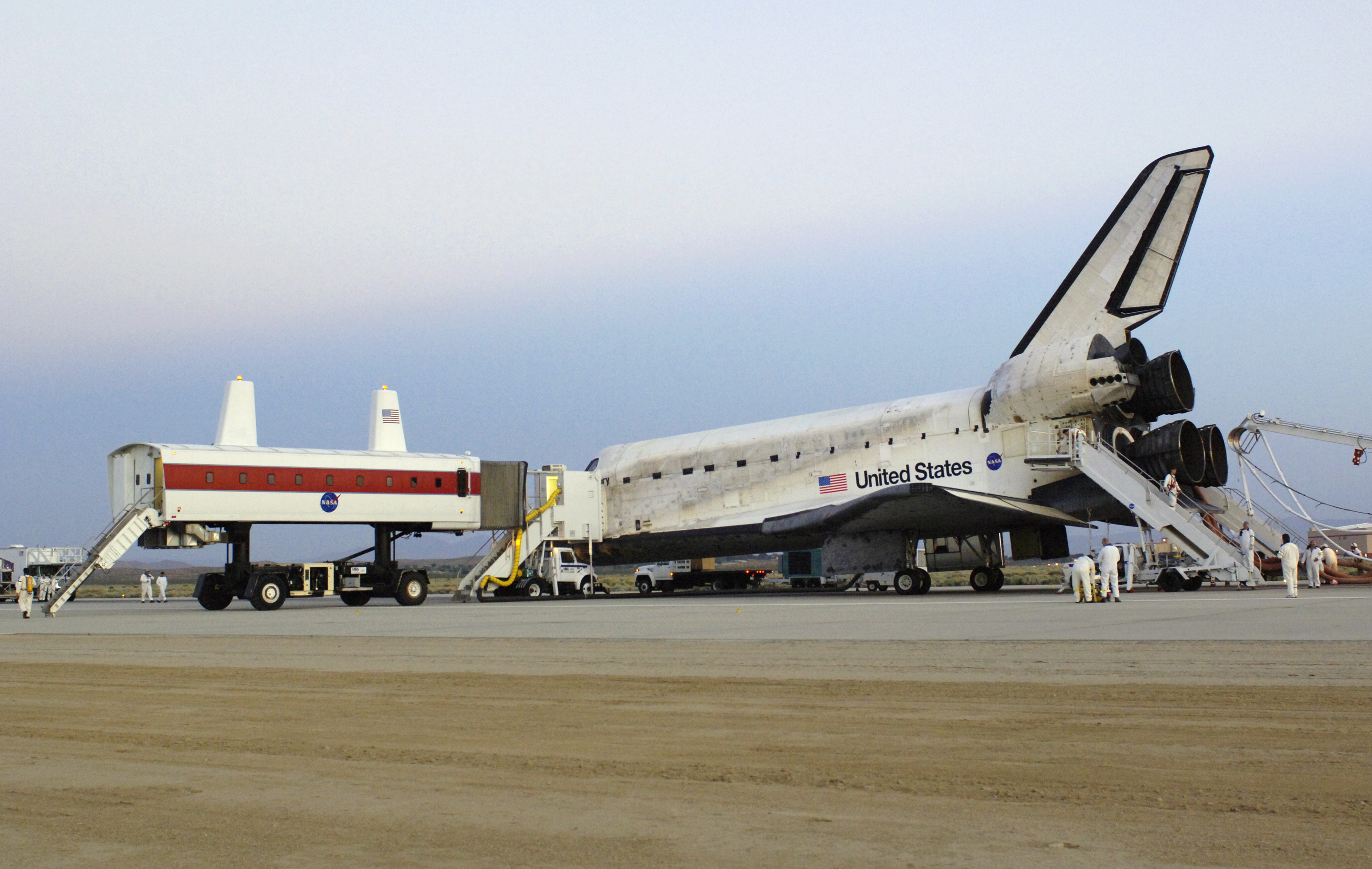
Passerelle mobile de la NASA en position haute, à Edwards AFB, avec la navette spatiale Discovery